# 过氧化物
过氧化物，指一类含有过氧基－O－O－的化合物，具有强氧化性，又可分為有機過氧化物與無機過氧化物。在包含过氧基的化合物中，每个氧原子的氧化数为-1。1798年德国科学家亚历山大·冯·洪堡（Alexander von Humboldt）即製造出过氧化钡。1818年泰纳尔合成过氧化氢，即今日我們最常見的雙氧水。

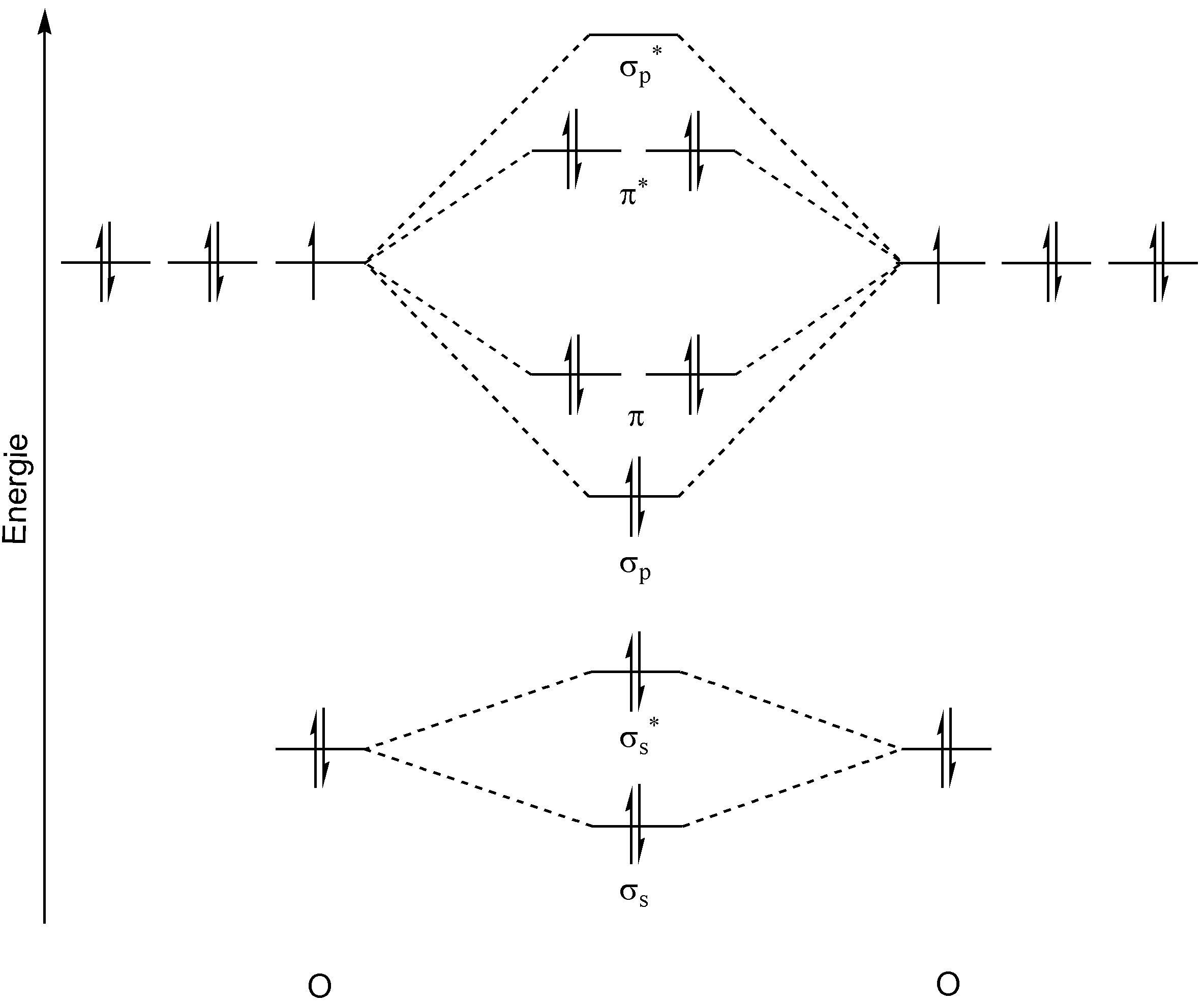
过氧阴离子的分子轨道展示，其Π反键轨道上全都填充了自旋相反的电子，因此不具有顺磁性。

## 无机过氧化物
含有过氧基－O－O－的无机物，如：
- 過氧化氫（{\displaystyle {\ce {H2O2}}}）
- 过氧化钠（{\displaystyle {\ce {Na2O2}}}）
- 过氧化钾（{\displaystyle {\ce {K2O2}}}）
- 过氧化钙（{\displaystyle {\ce {CaO2}}}）
- 过氧化镁（{\displaystyle {\ce {MgO2}}}）
- 過氧化鍶（{\displaystyle {\ce {SrO2}}}）
- 过氧化鋅（{\displaystyle {\ce {ZnO2}}}）
- 过一硫酸氢钾（{\displaystyle {\ce {2KHSO5 * KHSO4 * K2SO4}}}）

## 有机过氧化物
含有过氧基－O－O－的有機物，如：过氧乙酸（CH3CO2OH）。

## 參看
- 氧化物
- 超氧化物
- 臭氧化物